# Terscheck (Familie)
Die Hofgärtner-Familie Terscheck (oft auch Terschek) ist eine der bekanntesten Gärtnerfamilien in Sachsen, deren Mitglieder über mehrere Generationen die sächsische Gartenbaugeschichte mitbestimmten.
- Johann Gottfried Terscheck (sen.) betrieb in Dresden eine Gärtnerei.
- Johann Matthäus Terscheck (1745–1809) war dreißig Jahre Hofgärtner im Elsterwerdaer Schlossgarten und galt als Spezialist für die Obst- und Gemüsegärtnerei.
- Carl Adolph Terscheck (1782–1869) pflanzte als Gärtnergeselle im Pillnitzer Schlossgarten 1801 die noch heute viel besuchte Pillnitzer Kamelie, später wirkte er dort als Hofgärtner. Unter seiner Leitung entstanden mehrere Parkanlagen. 1820 war er Mitbegründer des Botanischen Gartens in Dresden.
- Johann Gottfried Terscheck (1784–1870) war von 1832 bis 1865 Hofgärtner im Pillnitzer Schlossgarten. 1820 war er ebenfalls Mitbegründer des Botanischen Gartens in Dresden.[1]
- Carl Ludwig Ferdinand Terscheck (1810–1893) war der Sohn von Carl Adolph Terscheck; er war Gärtner in Pillnitz und fünfunddreißig Jahre Hofgärtner in den Wachwitzer Weinbergen.
- Otto Ferdinand Terscheck (1817–1868) war der Sohn von Johann Gottfried Terscheck; er war Verwalter der fiskalischen Weinberge in Pillnitz und Gärtner im Pillnitzer Botanischen Garten.